# Round Hill (Alberta)
Round Hill est un hameau (hamlet) du Comté de Camrose, situé dans la province canadienne d'Alberta.

## Démographie
En tant que localité désignée dans le recensement de 2011, Round Hill a une population de 122 habitants dans 51 de ses 55 logements, soit une variation de -11,6 % par rapport à la population de 2006. Avec une superficie de 2,604 5 km2, le hameau possède une densité de population de 46,842 0 hab/km2 en 2011.
Concernant le recensement de 2006, Round Hill abritait 138 habitants dans 50 de ses 51 logements. Avec une superficie de 2,604 5 km2, le hameau possédait une densité de population de 53,0 hab/km2 en 2006.